# ウィリアム (プリンス・オブ・ウェールズ)
ウェールズ公ウィリアム（William, the Prince of Wales. KG, KT, ADC、1982年6月21日 - ）は、イギリスの王族。王位法定推定相続人。ウェールズ公（プリンス・オブ・ウェールズ）。全名はウィリアム・アーサー・フィリップ・ルイ（William Arthur Philip Louis、英語発音: [ˈwiljəm ˈɑːrθər ˈfilip ˈluːi]）。
イギリス国王チャールズ3世の第一王子。2歳下の弟サセックス公爵ヘンリー（ハリー）がおり、両者の生母は第8代スペンサー伯爵エドワード・スペンサーの娘ダイアナである。
姓はマウントバッテン＝ウィンザー（Mountbatten-Windsor）とされるが、法的にはウィンザー（Windsor）であるともされる。通常は、王族の姓を呼称することはない。
公式の敬称は「殿下」(His Royal Highness 略してHRH)。日本の外務省では外交儀礼に即して「ウィリアム皇太子（プリンス・オブ・ウェールズ）殿下」と表記する。日本政府および報道では、皇室と異なり「さま」もつけず、殿下もつけず、単に「ウィリアム皇太子」又は英皇太子と表記する。
自らが爵位を得る前は（他の有爵者の子と同様に）父チャールズの当時の称号（プリンス・オブ・ウェールズ）から、オブ・ウェールズをクリスチャン・ネームに後置して使用していた（HRH Prince William of Wales）。結婚とともにケンブリッジ公位を得たため、新たに自身がプリンス・オブ・ウェールズの位を得るまで、公式には（オブ・ウェールズではなく）ケンブリッジ公爵と称することとなった（HRH Prince William, Duke of Cambridge）。
なお、大学在籍時はウィリアム・ウェールズ（William Wales）という名前を使用していた。

## 経歴

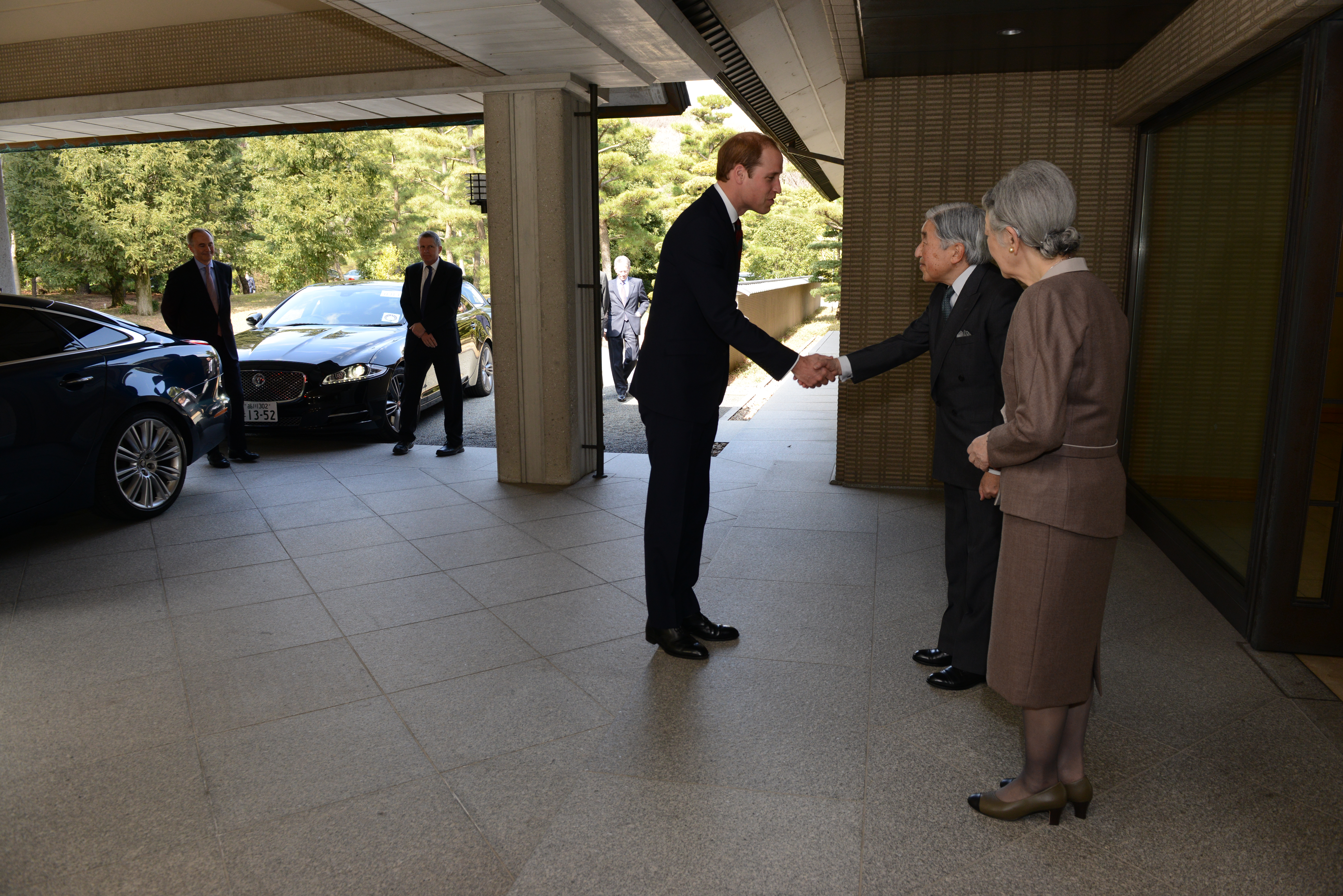
日本の皇居において明仁天皇・美智子皇后に挨拶するケンブリッジ公（訪日中の2015年2月27日）

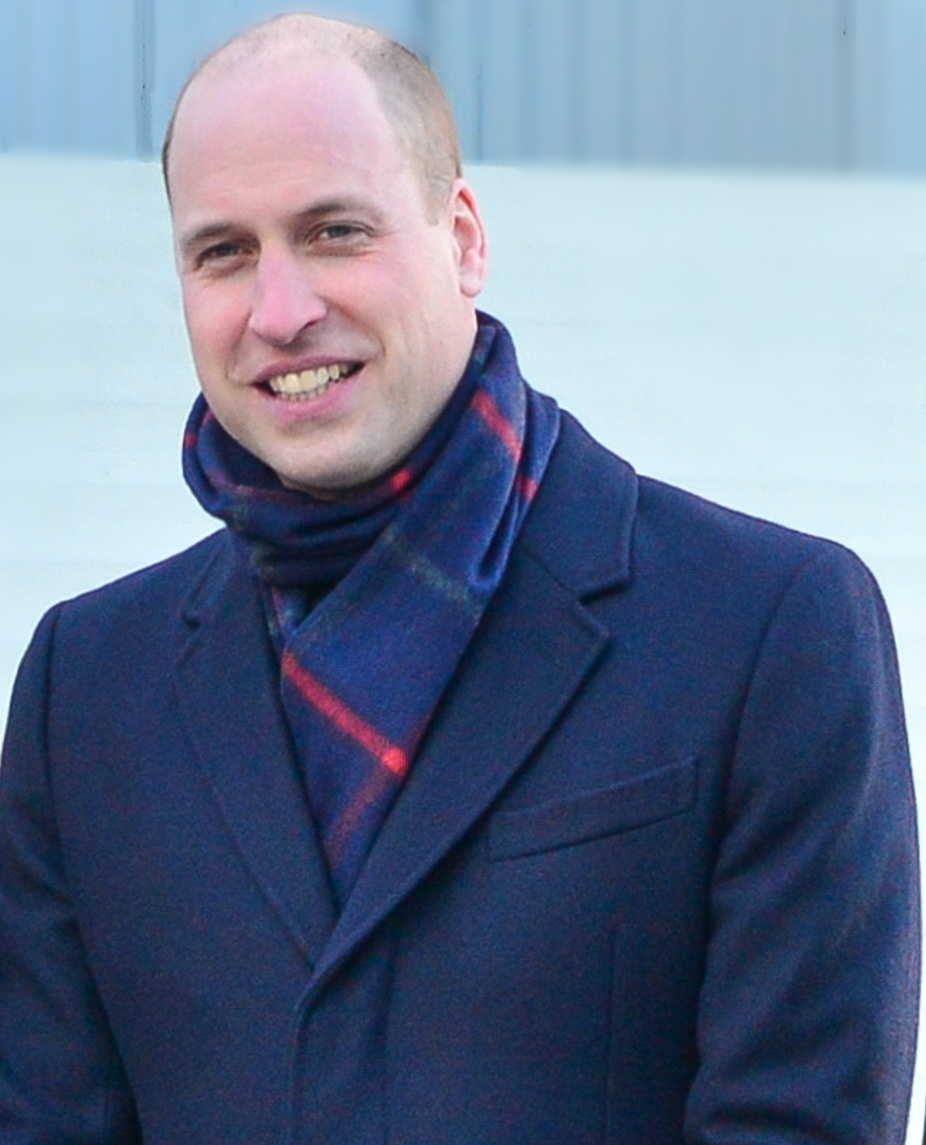
2018年1月30日、スウェーデン訪問時。

西ロンドン・パディントンの聖メアリ病院にてチャールズ王太子と王太子妃ダイアナの長男（第1子）として1982年6月21日に誕生。
ロンドン西部にある保育所や幼稚園に通い、小学校はバークシャーのルドグローブ小学校に通った。ウィリアムは小学校に通学した最初のイギリス王子である。その後、名門パブリックスクールであるイートン校に学び、地理、生物、歴史ではAの成績を取った。卒業後1年間のギャップ・イヤーにはチリでのボランティアを経験している。
大学は、スコットランドのセント・アンドルーズ大学に入学し、最初は美術史の専攻を選択したが、途中から地理学に変更した。大学では「ウィリアム・ウェールズ」と名乗っていたほか、セント・アンドルーズの町では目立たない集合住宅に暮らすなどの生活を心がけ、近くのエディンバラの町でもよく見かけられた。また大学在学中は、イギリス王室とマスメディアの協定により、取材攻勢から保護された。
2005年6月に大学を卒業した。卒業論文のテーマは「モーリシャス・ロドリゲス島の珊瑚礁」であり、大学院の入学資格もあるとみなされる“Upper Second”ランクの成績をとった。父チャールズ王太子（現・チャールズ3世）は“Lower Second”という1つ下のランクの成績での卒業であり、ウィリアム王子（現・ウィリアム王太子）の成績はこれまでのイギリス王室の中では最高だった。卒業後短期間であるが、デヴォンシャー公爵領における事務およびロンドンのHSBC銀行の慈善事業部門において研修を行っている。
2014年、ケンブリッジ大学に入学。10週間にわたり、農業経営を学ぶ。
2015年春より、民間の航空救急会社「East Anglian Air Ambulance」に救急ヘリコプターの副操縦士として就職することが発表された、なお給与は全て慈善団体に寄付される。
2015年2月26日、初めて日本を公式訪問した。東京都渋谷区の代官山と蔦屋書店、神奈川県横浜市の英連邦戦死者墓地などを訪問し、福島県や宮城県の東日本大震災の被災者たちと交流している。
2022年9月9日（祖母エリザベス2世の崩御の翌日）、父チャールズ3世から王太子の称号を授けられた。

### 軍歴
王室の伝統に従いイギリス軍に入隊するにあたり、2006年1月サンドハースト王立陸軍士官学校に入学した。同校卒業後、陸軍少尉に任官し、近衛騎兵連隊のブルーズ・アンド・ロイヤルズに配属された。2008年には海軍兵学校及び空軍士官学校でも教育を受け、海軍中尉及び空軍中尉の階級も保有することとなった。
2008年6月末、ヘリコプターで西インド諸島バルバドスの北東数百キロメートルの海上を巡視中、高速で移動する不審な小型船を発見。遠洋には適さず、麻薬密輸に多く利用されるタイプだったので、母艦に連絡し、母艦に同乗していた米沿岸警備隊員が小型船に乗り込んだところ、900キロのコカインが発見された。
2008年11月、「イギリス空軍の戦闘ヘリで訓練を行っているウィリアムが、私的な目的で5回にも及ぶ隊規違反を起こした」とスクープされた。問題の訓練飛行の費用は、8万6434ポンド（約1300万円）に上るという。
2009年1月、陸海空軍の大尉に昇進した。2011年からは、名誉職としてアイリッシュガーズの連隊長を務めている。キャサリン妃との結婚式の際は、同連隊の制服に連隊長（大佐）の階級章を付けて着用していた。
2013年9月、7年に及ぶ軍隊生活からの退役を発表した。

### その他
イギリス王室内での人気は高く、「Skip Charles and Go Straight to William（チャールズをスキップし・ウィリアムへ直に王位を）」とイギリス国民の多くに唱えられ、「チャールズ王太子を差し置いて・ウィリアムが即位し次期イギリス国王に！」との声も存在した。子供の頃より「容貌は母親似」と言われてきたが、近年は父親に似て頭髪がかなり薄毛となっており、自身もジョークのネタにしている。
2013年に、DNA検査により、「インド人女性の直系子孫である」ということが判明した。母親であるダイアナ元妃の6代前の先祖（母方の祖母ルース・ロッシュの母方の祖母の母方の祖母）はグジャラート州スーラトで東インド会社のスコットランド人貿易商と結婚しており、その両親はアルメニア人商人とインド人の妻であった。

## 結婚

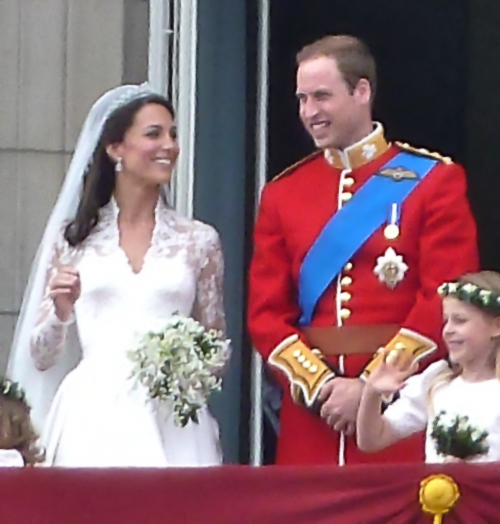
新婚のケンブリッジ公爵および公爵夫人。バッキンガム宮殿のバルコニーにて（2011年4月29日）。

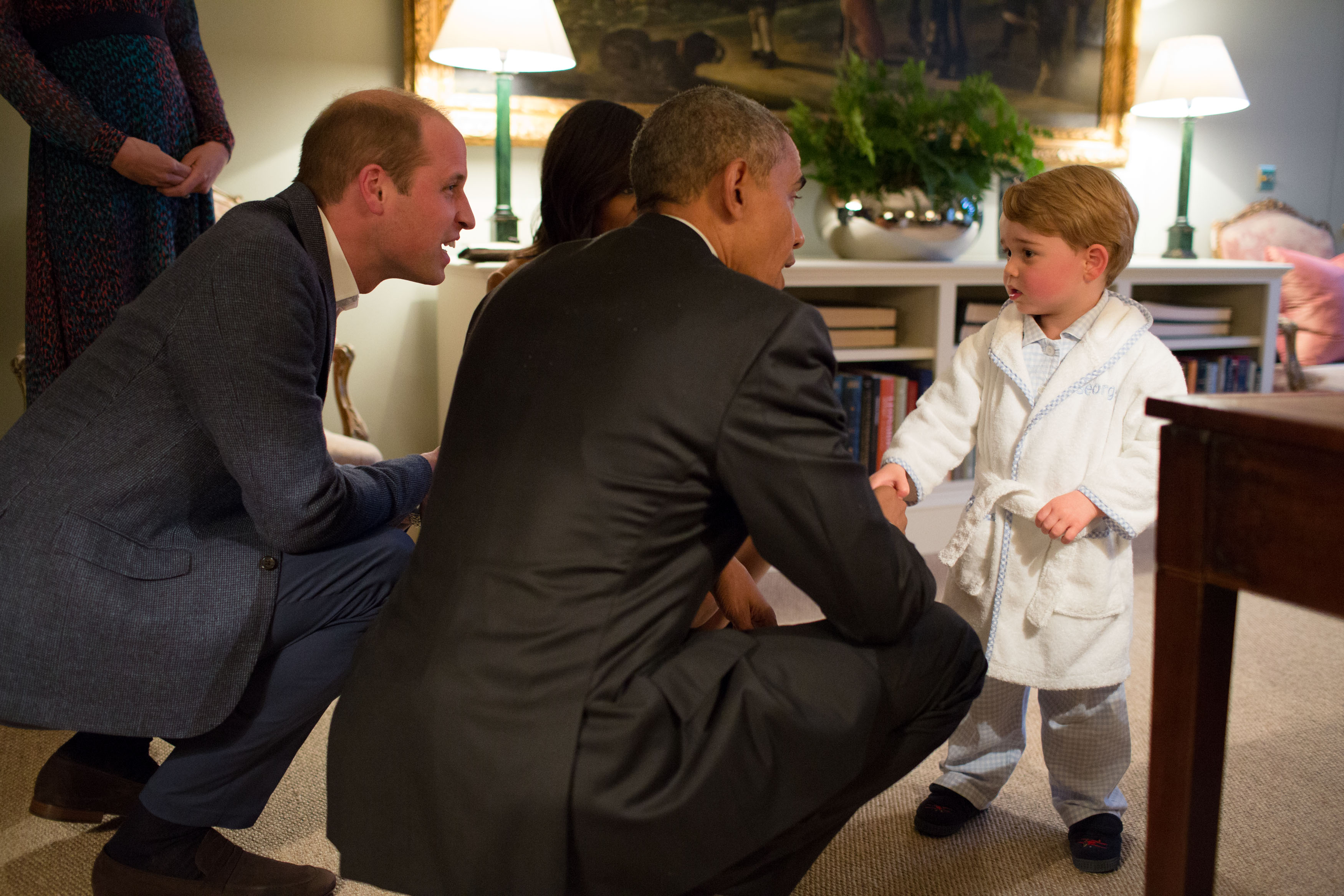
2016年4月22日、アメリカ大統領バラク・オバマ訪英時。左からケンブリッジ公爵、オバマ大統領、息子ジョージ

学生時代に知り合ったキャサリン・ミドルトンと交際を開始、食事会に誘うなどして交流を深め、2011年4月に結婚した（後述）。交際期間においては、2007年1月彼女をパパラッチが執拗に追い掛け回しているのに激怒していると報道がされ、パパラッチに追い掛け回された母の二の舞にならないかと心配するなどしていた。これを受けて英最大発行部数の大衆紙『ザ・サン』などを発行する「ニューズ・インターナショナル社」は、個人のプライバシーを守るという理由でパパラッチからの写真は掲載しない方針を決めた。
2010年11月16日、クラレンス・ハウス（父チャールズの公邸）はウィリアムとキャサリンが2011年に結婚すると発表した。4月29日に挙式を行い、同日ケンブリッジ公爵、ストラザーン伯爵とキャリクファーガス男爵の称号を授与された。
2013年7月22日、午後4時24分（日本時間：7月23日、午前0時24分）に第1王子（第1子）ジョージが誕生。
2015年5月2日、午前8時34分（日本時間：5月2日午後4時34分）に第1王女（第2子）シャーロットが誕生。
2018年4月23日、第2王子（第3子）ルイが誕生。

## 逸話・人物

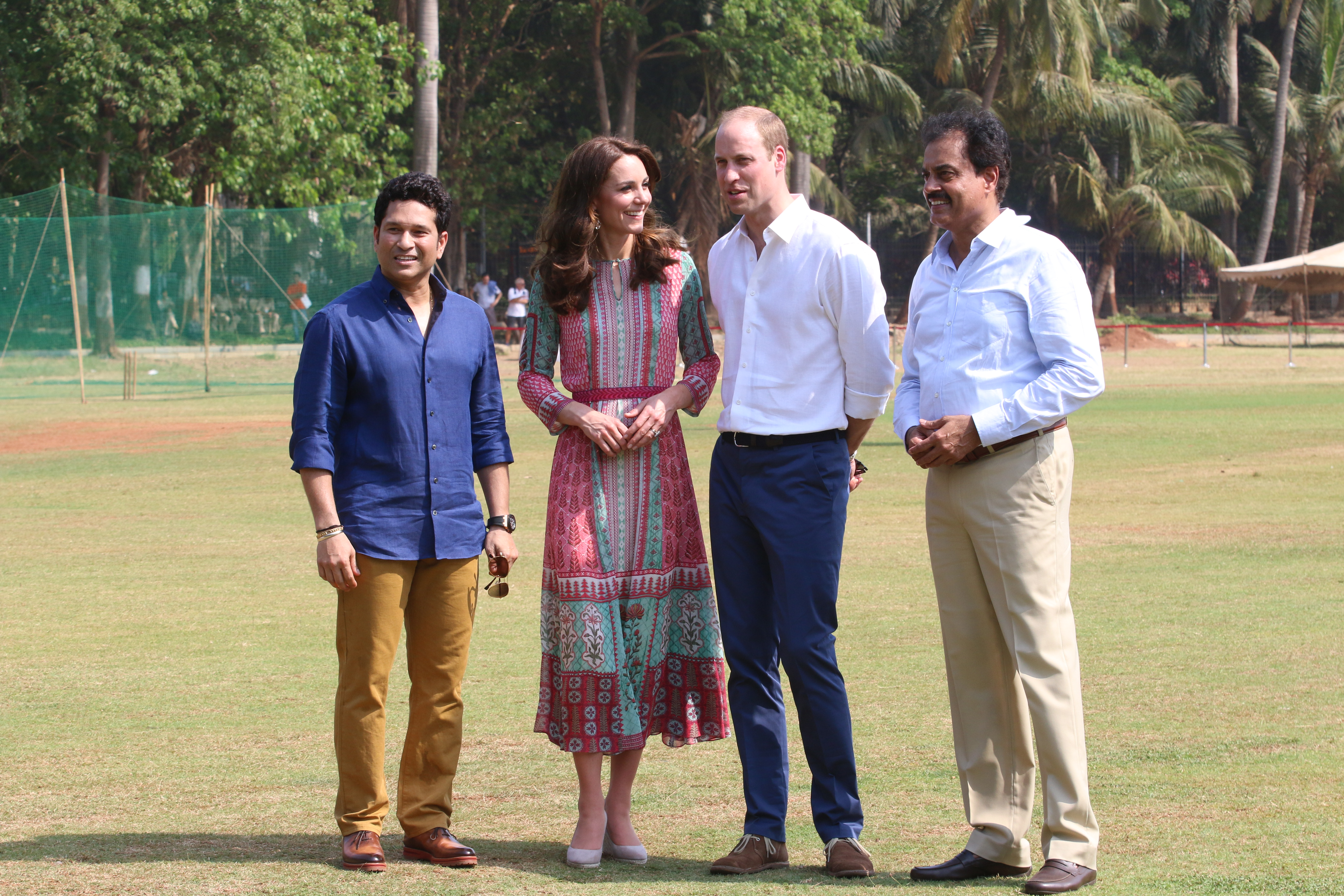
2016年4月10日、インド訪問中にクリケットの神様と呼ばれるサチン・テンドルカール
（左）とクリケットをした。

- ローティーンの頃憧れていたのは、アメリカ人スーパーモデルのシンディ・クロフォードであった。ウィリアムは母ダイアナに頼んで、シンディをケンジントン宮殿での茶会に招待してもらった。3人でお茶の時間をともにしたが、「憧れの女性を前にして恥ずかしさで真っ赤になり、話したくとも話せない状態になってしまった」という。
- 母ダイアナが離婚後、王太子妃時代に王室で誂えた衣装を着なくなったのを見て「ママが着ないなら、チャリティーオークションに出品したら」とウィリアムは提案。ダイアナは息子の提案を「妙案だ」とすぐに実行に移した。
- 弟のヘンリー王子が起こしたナチス・ドイツ時代仮装パーティー参加事件では、「服を選ぶ場所に一緒にいたのに、なぜ止めなかったのか」と父親のチャールズ王太子から叱責を受けた。
- 大のサッカー好きで、プレミアリーグに所属するアストン・ヴィラFCの大ファン[20]である。イングランド・サッカー協会の会長も務めている。
- クリケットとも関わりがあり、出身校のイートン・カレッジやケンブリッジ大学では伝統のスポーツである。2016年にはキャサリン妃とインドを公式訪問し、インドではクリケットの神様と呼ばれるサチン・テンドルカールとクリケットをプレーした[21]。ニュージーランドやパキスタンなどクリケットが盛んな国を公式訪問し、クリケットをしている[22][23]。2023年には長男のジョージとイングランド代表のテスト・マッチをクリケットの聖地と呼ばれるローズ・クリケット・グラウンドで観戦した[24]。
- オフロードバイクを乗りこなすことができる。2008年には、南アフリカ共和国で開催されたチャリティー・エンデューロレースにヘンリー王子とともに出場したことがある[25]。
- 2021年5月、エリザベス女王をトップとした英国王室の公式YouTubeチャンネルとは別に、ウィリアムとキャサリン妃で別途のチャンネルを開設したことを発表した[26]。
- ホームレス支援団体のパトロンをしており、路上生活体験をしたり[27]、ビッグイシューの売り子をしたりもしている[28]。

## 栄典

### 称号
- 1982年6月21日 - 2011年4月29日：ウィリアム・オブ・ウェールズ王子殿下（His Royal Highness Prince William of Wales）
- 2011年4月29日 - 2022年9月8日：ケンブリッジ公爵ウィリアム王子殿下（His Royal Highness Prince William, Duke of Cambridge）
  - 正式称号・敬称：ケンブリッジ公爵、ストラサーン伯爵、キャリクファーガス男爵、ガーター勲爵士、ウィリアム・アーサー・フィリップ・ルイ王子殿下（His Royal Highness Prince William Arthur Philip Louis, Duke of Cambridge,Earl of Strathearn, Baron Carrickfergus, Royal Knight Companion of the Most Noble the Garter）
- 2022年9月8日 - 2022年9月9日：コーンウォール公爵・ケンブリッジ公爵ウィリアム王子殿下（His Royal Highness Prince William, Duke of Cornwall and Cambridge）
- 2022年9月9日 - 現在：ウェールズ公殿下（His Royal Highness The Prince of Wales）

### 勲章
イギリス
- - ガーター勲章（2008年4月23日）[29] - ガーター騎士団が創設されて以来、ちょうど1000人目の授与となった[30]。
- - シッスル勲章（2012年5月25日）[31][32]
- - エリザベス2世女王在位50周年記念メダル（英語版）

海外
- - 統合任務功績章（英語版）（ アメリカ合衆国）
- - ツバル功労勲章（英語版）（2016年10月1日）[33]（ ツバル）

### 軍歴
- 2006年1月 - 2006年12月16日： 陸軍士官候補生
- 2006年12月16日 - 2006年12月16日： 陸軍少尉[34]
- 2006年12月16日 - 2009年1月1日： 陸軍中尉[34]
- 2008年1月1日 - 2009年1月1日： 空軍中尉[35]、 海軍中尉[注釈 1][36]
- 2009年1月1日 - 2016年1月1日： 海軍大尉[37]、 陸軍大尉[38]、 空軍大尉[39]
- 2016年1月1日 - 現在： 海軍少佐[40]、 陸軍少佐[41]、 空軍少佐[42]

### 紋章

プリンス・オブ・ウェールズとしての紋章。これが最新の紋章。
コーンウォール公としての紋章。
スコットランドにおけるロスシー公爵としての紋章。

## 系譜
| ウィリアム (プリンス・オブ・ウェールズ) | 父: チャールズ3世 (イギリス王)              | 祖父: フィリップ (エディンバラ公)                  | 曾祖父: アンドレアス (ギリシャ王子)                      |
| ウィリアム (プリンス・オブ・ウェールズ) | 父: チャールズ3世 (イギリス王)              | 祖父: フィリップ (エディンバラ公)                  | 曾祖母: アリス・オブ・バッテンバーグ                     |
| ウィリアム (プリンス・オブ・ウェールズ) | 父: チャールズ3世 (イギリス王)              | 祖母: エリザベス2世 (イギリス女王)                 | 曾祖父: ジョージ6世 (イギリス王)                         |
| ウィリアム (プリンス・オブ・ウェールズ) | 父: チャールズ3世 (イギリス王)              | 祖母: エリザベス2世 (イギリス女王)                 | 曾祖母: エリザベス・ボーズ＝ライアン                     |
| ウィリアム (プリンス・オブ・ウェールズ) | 母: ダイアナ (プリンセス・オブ・ウェールズ) | 祖父: エドワード・スペンサー (第8代スペンサー伯爵) | 曾祖父: アルバート・スペンサー (第7代スペンサー伯爵)     |
| ウィリアム (プリンス・オブ・ウェールズ) | 母: ダイアナ (プリンセス・オブ・ウェールズ) | 祖父: エドワード・スペンサー (第8代スペンサー伯爵) | 曾祖母: シンティア・ハミルトン                           |
| ウィリアム (プリンス・オブ・ウェールズ) | 母: ダイアナ (プリンセス・オブ・ウェールズ) | 祖母: フランセス・シャンド・キッド                 | 曾祖父: モーリス・バーク・ロッシュ (第4代ファーモイ男爵) |
| ウィリアム (プリンス・オブ・ウェールズ) | 母: ダイアナ (プリンセス・オブ・ウェールズ) | 祖母: フランセス・シャンド・キッド                 | 曾祖母: ルース・ロッシュ                                 |

- 高祖父：ゲオルギオス1世 (ギリシャ王)
- 高祖母：オルガ・コンスタンチノヴナ
- 高祖父：ジョージ5世 (イギリス王)
- 高祖母：メアリー・オブ・テック

### 系図
- 赤枠の人物は、存命中。
- 黒枠の人物は、故人。
- 太枠の人物は、イギリス君主の子女。

## その他
- 2014年5月10日、40年にわたって英国発祥のスキューバダイビングクラブBSAC（The British Sub Aqua Club）の総裁を務めたチャールズ皇太子（HRH The Prince of Wales KG KT）が退任し、長男であるウィリアム王子（HRH The Duke of Cambridge Prince William）が新たなBSACの総裁に就任した。
- 誕生を記念してドイツのコルデス社から「ロイヤル・ウィリアム」というバラを贈呈されている。
- 2021年5月18日に新型コロナワクチンの1回目の接種を受け、SNSで公表している。